# Kuna (volk)
De Kuna is een Indiaans volk in Panama in Centraal-Amerika en was daar de oorspronkelijke bewoning.

## Geschiedenis en locatie
Toen de Spanjaarden Panama koloniseerden bleven de Kuna-indianen alleen nog op de San Blas-eilanden over, op een kleine kuststrook van het vasteland na. In 1925 kregen de Kuna-indianen zelfbeschikkingsrecht, wat elk jaar in februari wordt herdacht met de Mor Ginnid.
De meeste indianen leven in het indianengebied Kuna Yala. De andere twee Kuna-indianengebieden in Panama zijn Kuna de Madugandí en Kuna de Wargandí.

## Bijzonderheden

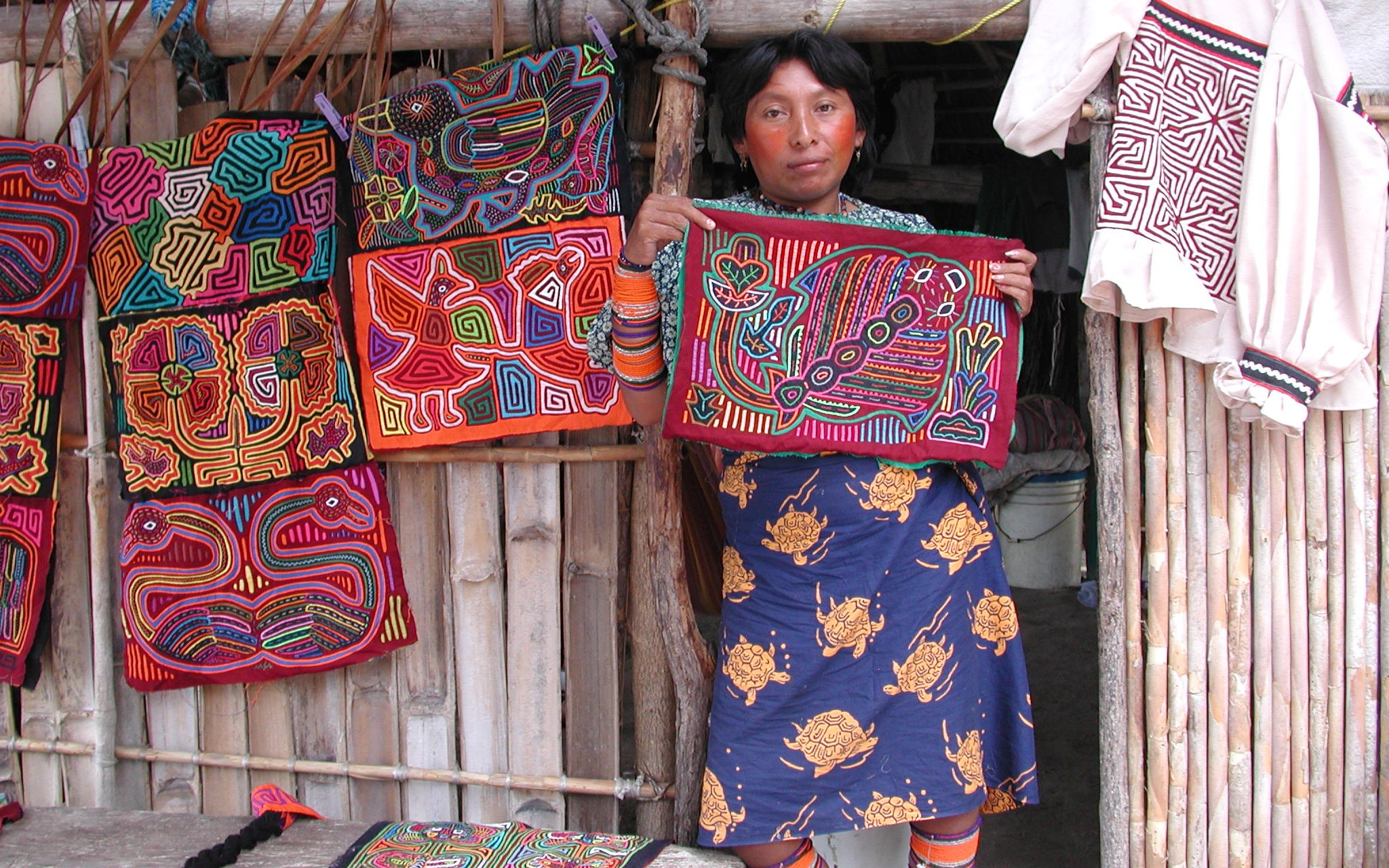
Een vrouw van de Kuna met een aantal mola's

De Kuna-indianen staan vooral bekend om de mola's, bestaande uit verschillende lagen textiel met uitgeknipte patronen, die door de vrouwen gemaakt worden. Dit werk wordt door sommige inwoners beschouwd als enige mogelijkheid om te overleven en het eten en de scholing van hun kinderen te betalen.
Doordat de Kuna verbieden zaken uit zee op te duiken waarvoor zuurstofflessen nodig zijn, is het koraalrif rond de eilanden een van de best bewaarde ter wereld.
Daarnaast staan de Kuna-indianen bekend om hun goede gezondheid. Bij de indianen die op de San Blas-eilanden leven neemt de bloeddruk met de jaren nauwelijks toe. De sterfte aan hart- en vaatziekten en aan kanker is bij het volk vele malen kleiner dan bij mensen op het vasteland. De oorzaak hiervan wordt onder andere toegeschreven aan het drinken van grote hoeveelheden cacaodranken, die rijk zijn aan flavanolen.